# Vladimír Boudník
Vladimír Boudník (17. března 1924 Praha – 5. prosince 1968 Praha) byl český grafik a malíř, autor originálních technik aktivní a strukturální grafiky. Založil vlastní umělecký směr, tzv. explosionalismus a patří k předchůdcům českého abstraktního umění. Svým dílem ovlivnil řadu svých bývalých spolupracovníků v továrně, z nichž někteří, jako Lubomír Přibyl, Josef Hampl nebo Oldřich Hamera se poté vydali vlastní cestou a dosáhli významných úspěchů. Boudník měl vliv i na celou generaci tvůrců českého informelu, kteří koncem 50. let studovali na Akademii výtvarných umění a na řadu grafiků, kteří si jeho grafické techniky osvojili.

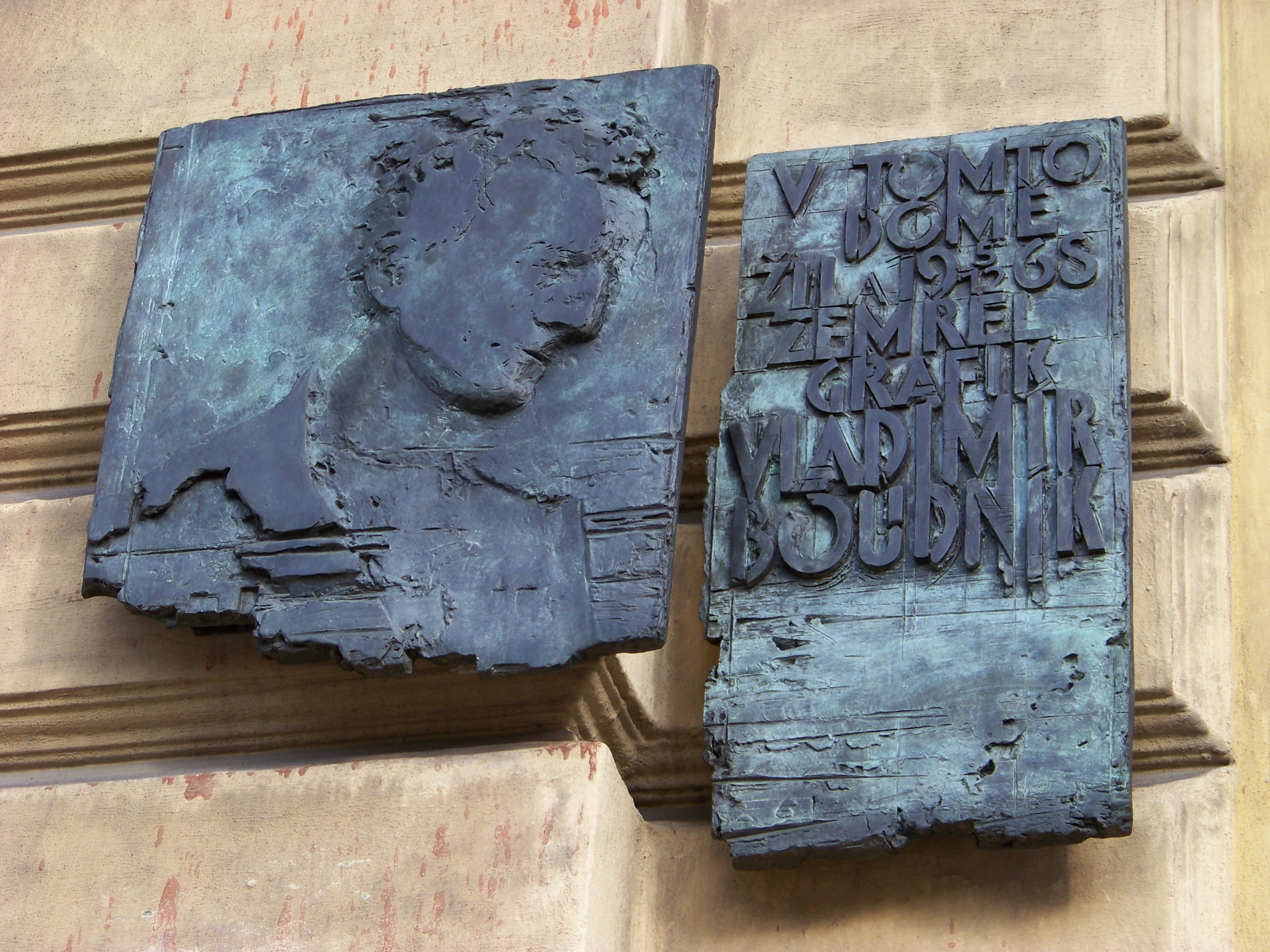
Pamětní deska na domě na Kostnickém náměstí na Žižkově v Praze, kde Vladimír Boudník žil a zemřel

## Život

### Raná léta
Vladimír Boudník se narodil v Praze 17. března 1924 v rodině Jindřišky a Josefa Boudníkových (laborantky a technického úředníka). Jeho otec onemocněl tuberkulózou a zemřel, když byly Vladimírovi tři roky. Vladimír až do roku 1932 žil u rodičů svého otce Josefa v Tovéři u Olomouce a v sousedních Dolanech absolvoval 1. a 2. třídu. Matka se roku 1930 znovu provdala za stavebního inženýra a vdovce Jaroslava Zikmunda, který měl z předchozího manželství osmiletého syna. Roku 1932 si vzala Vladimíra zpět do Prahy a celá rodina bydlela ve vile Na Lhotce. Vladimír se svým nevlastním bratrem chodil do školy v Krči a pak na měšťanku a jednoroční učební kurs v Nuslích. Ve škole měl problémy do doby, než se zjistilo, že má vadu zraku, a dostal brýle. Za války nejprve od roku 1939 navštěvoval Živnostenskou školu kovodělnou a zároveň se vyučil nástrojařem v podniku Zeus, který spoluvlastnil jeho strýc Václav Müller. V srpnu 1942 školu dokončil a získal výuční a také tovaryšský list.
Matka se s manželem často hádala a nakonec se spolu s Vladimírem odstěhovala do garsoniéry v Mladoňovicově ul. 35 (J. Želivského) na Žižkově. Také pro Vladimíra bylo soužití s panovačnou matkou a jejím kocourem zdrojem trvalých konfliktů, které popisuje ve svých textech. Jeho další studium na Vyšší průmyslové škole strojnické v Betlémské ulici přerušilo totální nasazení v srpnu 1943. Zprvu odklízel trosky po bombardování v Dortmundu a pak pracoval až do konce roku v železárnách Hoesch jako údržbář. V lednu 1944 se vrátil do Prahy a absolvoval druhý ročník strojnické průmyslovky, studia ale nedokončil. Ve třetím ročníku ze školy odešel a aby se vyhnul dalšímu totálnímu nasazení v Německu, pracoval do konce války v továrně Pantof v Radotíně vyrábějící součástky pro německou armádu. Tam se každou sobotu odbýval i základní vojenský výcvik beze zbraní.
Po válce vystudoval v letech 1945-1949 Státní grafickou školu v oddělení kresby (prof. Rudolf Beneš). Jeho spolužáky byli Zdeněk Bouše, Milan Bubák, Jaroslav Rotbauer, Hanes Reegen, Jaroslav Dočekal, Josef Krauer nebo Jiří Šmejkal, z nichž někteří se stali jeho přáteli na celý život. Než si Boudník vyřídil odklad vojenské služby, byl roku 1946 a 1947 opakovaně povolán na vojnu. Roku 1947 na něj dolehly důsledky války i mezinárodní situace a sepsal celkem sedm mírových provolání „Národům!“, která vytiskl jako suché jehly. Se Zdeňkem Boušem napsal v létě roku 1948 první koncept zásad explosionalismu.

### Explosionalismus
Roku 1949 Boudník sepsal dva Manifesty explosionalismu, které prosazovaly spontánní tvůrčí akt vycházející z volné asociace. Během léta tyto manifesty rozeslal na mnoho pražských adres a také do Paříže. Po ukončení školy byl v září 1949 povolán k výkonu základní vojenské služby v Plzni, kde ho velení brzy přeřadilo k tvorbě plakátů. Mezi vojáky působil jako apoštol explosionalismu a po dvou měsících byl předčasně propuštěn do civilu pro nezpůsobilost k vojenské službě. V březnu 1950 vytiskl ofsetem třetí dokument s názvem Explosionalismus, kde se snažil dodat další argumenty získané amatérským studiem psychologie a fyziologie. Boudník byl přesvědčen, že objevil něco nového a originálního a zároveň byl nervozní ze ztráty komunikace se západním světem v důsledku spuštění železné opony. 3. července 1949 své zkušenosti z akcí v ulicích shrnul do obsáhlého dopisu (14 stran A4), který několikrát rozmnožil přes kopírák a rozeslal na adresy, kde očekával nějakou odezvu, ale nikdo na jeho dopis nereagoval. Roku 1950 nastoupil do propagačního oddělení podniku Kovoslužba jako grafik. Tam mu vadily zásahy vedení do jeho práce a již v červnu 1950 se přihlásil na brigádu v Kladenských hutích, kde se spřátelil s Bohumilem Hrabalem.
Kvůli neustálým konfliktům se odstěhoval od matky a od května 1950 žil několik měsíců jako tulák bez vody a elektřiny v bývalém skladu Kovoslužby na půdě domu v Týnské ulici, odkud ho před umrznutím zachránil Bohumil Hrabal a vzal ho k sobě do bytu. Bydleli pak společně téměř dva roky, každý v jedné ze dvou místností bývalé kovářské dílny v zadním traktu domu Na hrázi 24 v Libni (dům byl později zbourán kvůli stavbě metra). Boudník se díky němu seznámil se světovou literaturou a prokletými básníky a svými deníkovými texty ovlivnil Hrabalův literární styl. Hrabal poskytl krátkodobě přístřeší i dalším lidem – Boudníkovu příteli Zdeňku Boušemu, grafiku Pithartovi, truhláři Kaiferovi, ad. Přicházeli za nimi Zbyněk Sekal, Adolf Born, Jaroslav Dočekal nebo Oldřich Jelínek. V létě 1951 Boudník podnikl cestu do Beskyd a na Slovensko s Jaroslavem Rotbauerem.

### Zaměstnání ve Středočeských strojírnách
Boudník pracoval v Kovoslužbě až do léta roku 1952. V říjnu 1952 se odstěhoval zpět k matce a nastoupil do Aero Vysočany (Středočeské strojírny, později ČKD Trakce) jako soustružník a začal se věnovat grafice. V továrně byl šestidenní pracovní týden s osmihodinovou pracovní dobou na směny a Boudník se mohl zabývat grafikou pouze ve volném čase v noci nebo v neděli. V práci si však na soustruhu vyrobil vlastní satinýrku k tisku menších grafických listů. V dílně si také zhotovil většinu matric a doma z nich tiskl grafické listy, které přinášel k posouzení svým spolupracovníkům a většinou je pak rozdal. Boudníkovým „sekretářem“, který schraňoval grafické listy, sháněl pro něj materiál a později vyřizoval i korespondenci do zahraničí, byl jeho spolupracovník Vladislav Merhaut (1938–2021). Také Bohumil Hrabal často Boudníkovi kupoval barvy nebo papíry. Boudník nebyl jako soustružník příliš zručný a v úkolové mzdě si málo vydělal. Od roku 1954 byl přeřazen na profesi dílenského rýsovače s pevnou hodinovou mzdou. Spolu s Jiřím Šmejkalem v té době využíval ateliér v Libni Na Žertvách, který jim propůjčil Jaroslav Rotbauer a Šmejkal si do něj přestěhoval velkou profesionální satinýrku. Z ateliéru se stalo bohémské doupě, kde se pořádaly večírky, kam přicházeli výtvarníci (Adolf Born, Oldřich Jelínek) a literáti číst své texty (Bohumil Hrabal, Vladimír Burda, Jiří Šmoranc).
Boudník byl bytostně přesvědčen, že je jako tvůrce explosionalismu zakladatelem nového výtvarného směru a v obavě, aby mu nebylo upřeno toto prvenství, rozesílal dopisy svým spolužákům a na nejrůznější adresy včetně VŠUP a redakcí výtvarných časopisů a vkládal do nich ukázky svých grafických listů. Přes svou matku navázal kontakt s psychiatrem Vladimírem Vondráčkem, který jeho činnost podpořil a dal mu i některé rady a doporučení na odbornou lékařskou literaturu. Postupně rozeslal dopisy několika dalším psychiatrům (prof. Mysliveček, prof. Henner) a podrobil se experimentům, které prováděl dr. Pinkava. 17. února 1954 utrpěl úraz hlavy a předávkoval se prášky, které mu předepsal závodní lékař. Během léčení se seznámil s psychiatry F. Písařovicem a F. Martonovou, se kterými konfrontoval své texty o explosionalismu a seznámil se s Rorschachovými testy, které překresloval. Boudník byl zklamaný nezájmem kulturních organizací a kunsthistoriků a usiloval, aby jeho výtvarné prvenství zaznamenali alespoň psychiatři. I po ukončení léčby s nimi v letech 1954–1956 udržoval kontakt, polemizoval o vypovídací hodnotě Rorschachových testů a zahltil je paranoidními kresbami. Kromě kreseb jim přinášel i své nejnovější grafické listy vytvořené otisky nástrojů (aktivní grafika). Roku 1955 v dopisu Jaromíru Pečírkovi zmiňuje, že o jeho explosionalismus už „jistá místa“ projevila zájem. Boudník byl exhibicionista, trpěl depresemi, a patrně meteopatií a schizofrenií a na psychiatrii se o něm zachoval objemný svazek diagnóz.
V letech 1955–1956 se stal spolupracovníkem závodního časopisu Na start a měl milostný vztah s jeho šéfredaktorkou Janou Plecitou. Ta mu zařídila i nové místo s dvojnásobným platem v Aero Vodochody, ale Boudník nakonec na místo rezignoval, aby si zachoval osobní svobodu. Boudníkovou platonickou láskou se stala i mladá lékařka Františka Martonová, které posílal své variace Rorschachových testů a záznamy svých psychických stavů během experimentů, které sám na sobě prováděl. Kolekci těchto dopisů a kreseb zakoupil v roce 1990 z antikvariátu Bohumil Hrabal a knižně ji vydalo nakladatelství Pražská imaginace pod názvem Corpus delicti. Roku 1957 uspořádal v ateliéru spolu s Jiřím Šmejkalem soukromou retrospektivní výstavu svých prací.
Roku 1957 se seznámil s Teklou Holéniovou, která pocházela z bohaté rodiny právníka v Prievidzi a v Praze se živila jako sochařský model. Za Boudníkovými přáteli ji poslal její tehdejší partner, sochař Jaroslav Šajn. Tekla se nastěhovala do jejich libeňského ateliéru a Boudník se s ní po dvouměsíční známosti oženil. Manželé se přestěhovali k Vladimírově matce do bytu na Kostnické náměstí, kde ale žili ve velmi stísněných podmínkách. Roku 1958 získal Boudník přímo v domě, kde žili s matkou, suterénní byt, který adaptoval na vlastní ateliér. V té době obdržel povolávací rozkaz na vojnu, ale jako čerstvě ženatý se tomu chtěl vyhnout a navštívil psychiatry v ÚNZ ve Vysočanech. Tam si pro získání psychiatrického posudku, který by ho definitivně zbavil povinnosti vojenské služby, vymyslel věci, které se staly součástí jeho psychiatrické složky a později mu uškodily. Podle tohoto posudku byl „těžká psychopatická osobnost se sklonem k depresivním stavům a suicidiu.“
Manželství procházelo dramatickými fázemi a kvůli Boudníkovu podivínství i chudobě, ve které žili, se nevydařilo. Tekla se na jaře roku 1960 odjela léčit k rodičům na Slovensko, původně s úmyslem se vrátit. Boudník se za ní vypravil aby ji odvezl zpět do Prahy, ale v té době se ještě jako výtvarník neprosadil a jeho nízký plat v továrně i nemožnost sehnat vlastní byt nepřesvědčil Tekliny rodiče, aby dceru vydali. Tekla si mezitím našla práci a začala studovat, rodiče zadržovali Vladimírovy dopisy a její vztah k Boudníkovi postupně vychladl. Roku 1961 podala návrh na rozvod a po čtyřech stáních bylo manželství na jaře 1962 přes Boudníkův nesouhlas rozvedeno. Rozhodující byl posudek znalce z oboru psychiatrie, který v diagnóze uvedl, že Boudník trpí schizoidní psychopatií s některými prvky paranoie. Boudník se pak nechal dobrovolně vyšetřit na psychiatrii na OÚNZ ve Vysočanech aby tato nařčení vyvrátil. V té době se také seznámil s psychiatrem Stanislavem Drvotou, který pro rozvodový soud zhotovil nový znalecký posudek. Boudník pak posílal urážlivé dopisy soudkyni rozvodového soudu a pro napadení veřejného činitele byl v březnu 1963 odsouzen na pět měsíců odnětí svobody s ročním odkladem. Pro Boudníka, který byl po dobu rozvodového řízení pod velkým psychickým tlakem, se stala grafická tvorba jistou terapií a vytvořil v té době svá nejlepší díla.

### První výstavy
Boudník svoje grafické listy rozdával přátelům z tehdejšího pražského undergroundu či spolupracovníkům z továrny a vkládal je do dopisů různým adresátům. Soustředil kolem sebe spolupracovníky z dílen, které zasvětil do grafických technik a od roku 1955 do roku 1960 pořádal výstavy výtvarného kroužku v jídelně ČKD, kde je mohlo vidět až 2 000 zaměstnanců podniku i lidé zvenčí. Již při první výstavě roku 1955 byl přítomen výtvarný kritik z ÚLUV, který rozpoznal, že Boudníkovy práce se vymykají z rámce lidové tvořivosti. Ve druhé polovině 50. let byly veškeré galerie pod přísným dohledem stranických orgánů a abstraktní tvorbu nebylo možné vystavovat jinak než v podobných neoficiálních prostorách. Boudník se přátelil s Lubomírem Přibylem, který byl zaměstnán v propagaci a v té době se zabýval stylizovanou figurou a zoomorfními i geometrickými tvary. Roku 1959 měli v závodním klubu ČKD společnou výstavu a Přibyl se později začal rovněž věnovat abstraktní tvorbě. Výstavu viděl Josef Hampl, který v té době pracoval v sousední továrně Praga, kde byl rovněž velmi aktivní a moderní výtvarný kroužek. Hampl opustil malbu a začal se věnovat strukturální grafice, kterou obohatil o další nápady. Postupně nalezl vlastní metody tvorby a z Boudníkova vlivu se vymanil. V Aerovce od roku 1958 pracoval i Vladimír Wimmer, který soukromě studoval u Adolfa Hoffmeistera a v továrně si osvojil Boudníkovy grafické techniky.
Roku 1957 se Boudník seznámil s Janem Kotíkem a Josefem Istlerem a v korespondenci s Jiřím Padrtou a dalšími historiky umění usiloval o uznání původní české abstraktní tvorby a utvoření oficiální avantgardní skupiny. V továrně ho navštívil Čestmír Janošek a Boudník díky němu navázal kontakty s Jiřím Kolářem a studenty AVU a představiteli českého informelu Alešem Veselým, Janem Koblasou, Bedřichem Dlouhým a Karlem Neprašem. Stal se členem skupiny avantgardních výtvarníků, která neúspěšně usilovala o oficiální registraci skupiny Konfrontace. Zúčastnil se dvou neoficiálních výstav v ateliéru Jiřího Valenty a Aleše Veselého roku 1960, které navštívili i slovenští výtvarníci. Ti v následujícím roce uspořádali „bratislavské Konfrontácie“. Jan Kotík, který se dobře orientoval ve světovém moderním umění a rozeznal originalitu Boudníkových grafik, mu poskytl morální oporu. Roku 1958 mu přenechal vlastní termín v bruselské galerii Les Contemporains během probíhající Světové výstavy Expo 58.
V únoru 1961 se Boudník zúčastnil Výstavy hostů SČVU Hollar a text Luboše Hlaváčka o jeho grafice vyšel ve sborníku Hollar (1961, č. 2) a přetiskl ho závodní časopis ČKD Přístroje. V roce 1961 byl Boudník zastoupen na IV. mezinárodní výstavě grafiky v Lublani a uveden i v katalogu výstavy. Belgičan Michel Seuphor ho zařadil do svého slovníku abstraktních malířů jako jediného Čecha vedle Františka Kupky. Kromě francouzského vydání (1962) vyšel slovník i německy a později byl vydán anglicky v USA. Když viděl Boudníkovy grafiky u Jiřího Koláře ředitel varšavské galerie Krzywe Koło Marian Bogusz, propašoval je do Polska a roku 1962 uspořádal jeho první autorskou výstavu. Jiří Kolář pak zorganizoval zasílání balíků s balicím papírem, na kterém galerie vytiskla první Boudníkův autorský katalog. Celou výstavu odkoupil galerista Bernard Davis z Miami a v následujícím roce grafiky vystavil v Miami Museum of Modern Art v USA. Boudník hostoval v Hollaru i roku 1962, ale jeho třetí účasti roku 1963, po které by se stal členem SČUG Hollar zabránil Karel Vysušil, který si chtěl nechat patentovat Boudníkovu metodu strukturální grafiky.
První (polo)oficiální samostatná domácí výstava Boudníkových grafik se uskutečnila v lednu 1963 v pražském klubu SVU Mánes při příležitosti četby povídek Bohumila Hrabala z připravované knihy Perličky na dně. Poprvé zde zveřejnil i text Automat svět napsaný na motivy Boudníkova života. Grafiky zapůjčil ze své sbírky Jiří Kolář. Téhož roku byl Boudník zastoupen i na přehlídce současného českého moderního umění Rychnov 63, kam zaslal grafiky tištěné na své nové satinýrce. Originalitu jeho tvorby vyzdvihli ve svých recenzích Jiří Padrta i Miroslav Lamač. Vladislav Merhaut a Vladimír Wimmer natočili Boudníkovo vyprávění na magnetofon.

### 1964–1968
Stanislav Drvota, který se sám pokoušel o grafickou tvorbu a na přednášce spolupracoval s historikem umění Daliborem Veselým, prezentoval Vladimíra Boudníka na IV. mezinárodním kongresu psychopatologického umění v Barceloně a v září 1964 na Psychiatrické klinice Fakultní nemocnice Ústavu národního zdraví hl. m. Prahy. V letech 1964 a 1965 ho představil Arsén Pohribný na Europäisches Forum v Alpbachu.
Roku 1964 byl Boudník zastoupen mezi tvůrci informelu na skupinové Výstavě D v Nové síni. Díky Čestmíru Krátkému měl první oficiální samostatnou výstavu v Oblastní galerii v Liberci. Text Čestmíra Krátkého v katalogu k výstavě, v němž se vypořádal s boudníkovskou legendou a vyzvedl jednotu tvorby, filosofie a životní praxe umělce, byl nejlepší oficiální text, který o Boudníkovi do té doby vyšel. Poté roku 1965 vystavoval i v Praze ve Viole a v Galerii na Karlově náměstí, kterou vedla Ludmila Vachtová. K této výstavě vyšel autorský katalog s textem Františka Šmejkala. Šmejkal připravil obsáhlý článek „Kdo je Vladimír Boudník“, který měl vyjít v 6. číslu časopisu Výtvarná práce (1964), ale zasáhla cenzura a text mohl vyjít až roku 1988 v soukromé edici Věry Boudníkové. Stejně cenzura rozmetala katalog připravený k Výstavě D v Nové síni. Boudník se roku 1964 věnoval filmování. V povídkovém filmu Perličky na dně, který podle Hrabalovy předlohy natočili režiséři Jiří Menzel, Jan Němec, Evald Schorm, Věra Chytilová a Jaromil Jireš , hrál sám sebe v povídce Automat Svět (režie Věra Chytilová). Roku 1964 natočil s Petrem Bukvičem a Janem Simerem krátký hraný film Rorschachova obrazárna. Boudník nebyl s výsledkem filmování spokojen, vadily mu stálé zásahy cenzorů proti textům kunsthistoriků o abstraktním umění, chudoba, ve které žil, i stálé pokusy matky řídit mu ve 40 letech život, a proto načas opustil tvorbu a zbytek roku 1964 chodil po práci chytat ryby.
Počátkem roku 1965 si Boudník v továrně s pomocí spolupracovníků vyrobil novou satinýrku, na které bylo možné tisknout větší formáty. V první polovině roku 1965 byl stále zaměstnán v továrně jako rýsovač a grafiky tiskl v neděli a po nocích. Začal být známý i v zahraničí a počet zájemců o jeho dílo rostl i mezi kunsthistoriky. Pokoušel se vyhovět všem požadavkům, které se na něj hrnuly, byl přepracovaný a jeho zdravotní stav se zhoršil natolik, že si opět pořídil rybářský lístek a léto strávil u vody. V červenci 1965 se ve Vlastivědném muzeu v Písku konala výstava Grafika 65, na které Boudník dostal cenu za „průkopnickou, vývojově podnětnou a dosud nedoceněnou práci v oblasti strukturální grafiky“. Podobně o Boudníkově průkopnickém díle referovaly články v Mladé frontě, Lidové demokracii a Jiří Padrta ve Výtvarné práci. Jindřich Chalupecký mu zařídil přijetí do Svazu československých výtvarných umělců, které ÚV schválil v prosinci 1965. Už v říjnu získal Boudník tvůrčí stipendium SČSVU, vzal si neplacené volno a nakonec roku 1966 definitivně odešel z továrny a stal se umělcem na volné noze. I nadále udržoval přátelství s Vladislavem Merhautem a Bohumilem Hrabalem a v grafické technice zaučil Oldřicha Hameru. V časopisu Tvář vyšel článek Bohumíra Mráze o Boudníkovu explosionalismu a v Literárních novinách článek Miroslava Lamače: Kdo je Vladimír Boudník?
Roku 1966 měl pražskou premiéru film Perličky na dně. Jindřich Chalupecký označil Boudníka za předchůdce happeningu a otiskl mu časopisu Výtvarná práce povídku „Ulice“'. Boudník si těžko přivykal na život na volné noze, proto uvítal návrh Stanislava Drvoty, aby dvakrát týdně vedl výtvarný kroužek na pražské psychiatrické klinice. Klinika ale výtvarnou dílnu nijak materiálně nepodporovala a Boudník pojal podezření, že Drvota s ním nemá úplně čisté úmysly a vnímá ho jako pacienta. Proto v následujícím roce přestal s klinikou spolupracovat. Moravské galerie v Gottwaldově a Brně mu roku 1966 uspořádaly reprezentativní autorské výstavy, ale Boudník, který své grafiky většinou rozdal, si musel vypůjčit některé tisky ze soukromých sbírek. V té době již byla jejich pojistná hodnota v řádu desetitisíců korun. Roku 1967 vyšla ve Výtvarné práci část pětihodinového rozhovoru, který s ním natočil Alexej Kusák (Hovory 22, Výtvarná práce 26, 1967) a Antonín Hartmann připravil v Odeonu vydání první monografie, která se nakonec nerealizovala.
Od druhé poloviny 60. let byl Boudník zastoupen na výstavách abstraktního umění a české grafiky v Evropě, USA i Japonsku a na výstavě Expo 67 v Montréalu. Jeho díla nakoupila Národní galerie i české regionální galerie. Oficiální uznání Boudníkova díla však přišlo pozdě, protože vlna abstrakce, která na počátku 60. let zasáhla většinu výtvarné scény, v té době už odezněla a nahradila ji nová figurace a konstruktivismus. Text Bohumíra Mráze „O Vladimíru Boudníkovi poněkud polemicky“, který vyšel v prvním čísle časopisu Výtvarné umění roku 1966, nesplnil Boudníkovo očekávání, protože v něm byla řada omylů a nepochopení.
Roku 1968 nabídl SČVU Boudníkovi ateliér ve Vršovicích, ale na nátlak matky, která zcela převzala kontrolu jeho financí a nechtěla připustit, aby se od ní odpoutal, se ateliéru vzdal, aniž by si ho prohlédl. Stejně odmítl pozvání k cestě do zahraničí, protože matka si to nepřála. V Praze se s ním setkal Andrew Stasik, ředitel The Pratt Graphic Center z New Yorku a v Miami proběhla už druhá Boudníkova výstava. Na bienále grafiky v Jihlavě obdržel zvláštní uznání za grafickou tvorbu a zúčastnil se Mezinárodního bienále grafiky v Tokiu a Kjótu.
V červenci 1968 se na setkání výtvarníků Proemium v Českém Krumlově seznámil s tamní textilní výtvarnicí Věrou Špánovou (1946–2012) a v srpnu se s ní oženil. Boudník byl ve špatném psychickém stavu, na svou o dvacet let mladší manželku žárlil a v Krumlově v hospodách ukazoval strunu, kterou ji chce uškrtit. Věra se marně obracela na Vladimírovy přátele i jeho matku s prosbami o pomoc. V prosinci roku 1968 Vladimír Boudník ukončil svůj život, když se oběsil na klice u dveří. Boudník často uvažoval o smrti a několikrát se demonstrativně věšel, třeba když chtěl zaujmout svou novou dívčí známost, nebo se pokoušel zjistit, jaké bude mít pocity při strangulaci, a jeho žena Tekla ho musela ze smyčky zachránit. Podle Hrabala předcházela Boudníkově sebevraždě nešťastná večerní příhoda v restauraci U Kocoura. Vladislav Merhaut popsal dramatické okolnosti jinak – po výstavě Boudníkových grafik ve Viole, kam nepřišel nikdo z pozvaných, aby ji zahájil, se opilý Boudník, který dostal záchvat patologické žárlivosti, po cestě domů pokusil svou ženu nejprve hodit do řeky a později v noci doma ve spánku uškrtit. Věře se podařilo utéct, doběhnout na policii a také zavolat dr. Drvotovi, který pak našel Boudníka doma oběšeného.
V 70. letech vznikl z iniciativy Vladislava Merhauta, Josefa Hampla, Ladislava Michálka, Oldřicha Hamery a za podpory Antonína Hartmanna a Bohumila Hrabala Spolek přátel Vladimíra Boudníka, který vydával některé texty jako samizdaty. Boudníkovu korespondenci a texty vydalo nakladatelství Pražská imaginace v letech 1990–1994. Zápisky o Vladimíru Boudníkovi, které si vedl jeho přítel Vladislav Merhaut od r. 1960 až do umělcovy smrti, vydala roku 1997 Revolver Revue.

## Dílo
Boudníkův cit pro abstraktní tvary vznikl už v raném dětství, když s babičkou pozoroval mraky nebo lití olova o Vánocích. Během totálního nasazení v Německu hodně kreslil a posílal domů dopisy a básně ilustrované karikaturami. Tehdy si také začal více všímat různých abstraktních obrazců. Ze školy znal pravděpodobně známou anekdotu ze života Leonarda da Vinci, ve které upozorňuje na vizuální kvalitu a fantasknost skvrn vzniklých hozením mokré houby na zeď, ve kterých je možné nalézt lidskou tvář nebo obraz zvířete. Patrně znal i Ernstovu metodu frotáže. Boudníkův explozionalismus inspirovalo ničení kulturních statků, kterého byl svědkem za války. Ve svém idealismu věřil, že stvoří umění, které překoná všechny katastrofy, a probuzení obrazotvornosti normálních lidí bude zdrojem obnovení kultury, i kdyby byly teoreticky zničeny všechny hodnoty.
Boudníkovi bylo cizí surrealistické ozvláštnění viděného formou volné asociace představ a volil opačný postup – od abstraktních skvrn k figuraci. Metodu dokreslování skvrn do konkrétních tvarů zvířat nebo předmětů rozvinul spolu se Zdeňkem Boušem ve třetím ročníku grafické školy Jako žák grafické školy si osvojil celou škálu grafických technik a mezi jeho školními díly jsou mezzotinty, akvatinty, linoryty, linořezy, dřevořezy, litografie, měkký kryt a lepty, kolem roku 1949 i monotypy. Již ve druhé polovině 40. let vytvořil technicky dokonalé dřevoryty a linořezy s protiválečnou tematikou.

### Výtvarné seance v ulicích
Abstraktním strukturám se Boudník začal cíleně věnovat během studia na grafické škole. V té době mu nešlo o abstraktní umění, ale Boudníkova zjitřená představivost naopak z abstraktních obrazců vyvolávala figurální tvary, aniž by bylo nutné je nějak blíže verbalizovat. Během posledního ročníku vyrážel se svými spolužáky k oprýskaným pražským zdem a nalezené struktury, které připomínaly nějaký konkrétní objekt překreslovali na papír. Zajímavé obrazce někdy dotvářeli kresbou a ohraničili přineseným rámem nebo paspartou. Podařilo se jim vyvolat zájem běžných lidí a o jejich počínání se vedly živé dikuse. Tyto akce zachytil Boudníkův spolužák a fotograf Václav Braný, ale negativy později zabavila StB a ztratily se. Kolem roku 1958 dospěl Boudník k opačnému postupu, kdy konkrétní představy a emoce vyjadřoval nezobrazivým projevem a nosil s sebou rám, kterým na oprýskané zdi vymezil zajímavé struktury.
V 50. letech pořádal Boudník tzv. výtvarné seance spolu s Bohumilem Hrabalem, který k nim připojil rozpravy o umělecké tvorbě. Tyto veřejné akce, které podle některých teoretiků byly předchůdcem happeningu a zúčastnily se jich desítky až stovky lidí, probíhaly až do roku 1953 a ojediněle ještě do roku 1957. Akce trvaly až pět hodin a někdy přihlížející zablokovali dopravu a musela je ukončit Veřejná bezpečnost. Boudníkovo pojetí obrazu, jak ho podal ve 2. manifestu explosionalismu z 15. dubna 1949 (obraz musí být filmovým pásem o nesčíslném množství napětí a psychologických explozí zhuštěných do nehybné plochy a předvedených v nekonečně krátkém čase, za součinnosti divákovy pohybové fantazie) se velmi blíží Medkově interpretaci jeho preparovaných obrazů. S Mikulášem Medkem se seznámil počátkem 50. let, dopisoval si s ním a několikrát ho navštívil v ateliéru.
Boudník vnímal svůj explosionalismus především jako prostředek, jak vyvolat výtvarné asociace u běžných lidí a přitáhnout jejich pozornost k prostým věcem, kterých by si sami nevšimli. Pokoušel se tak zprostředkovat existenciální pocit, který měl původ v jeho zkušenosti z války i ze studenoválečnického strašení jadernou katastrofou. V dopisu Antonínu Hartmannovi z druhé poloviny 60. let vysvětluje poslání explosionalismu v situaci, kdy by „teoreticky byly zničeny všechny hodnoty“. Člověk s obrazotvorností bude mít vždy sílu vytvořit si svou vlastní galerii.

### Fotografické dílo a koláže
Boudníkovy akce v ulicích i Boudníka samotného dokumentovali fotografové Václav Braný, Jaromír Pergler (Levitující V. Boudník, 1955–1956) a Václav Žížala (akce Šílený malíř, 1956), později Ladislav Michálek, Karel Koukal a Karel Kuklík. Jeho práci při tvorbě grafik v ateliéru zachytil roku 1963 Květoslav Přibyl. Boudník sám vyfotografoval vypůjčeným přístrojem pouze pět aktů Tekly (1959) a několik autoportrétů, které kombinoval s fotogramem. Zabýval se však experimentálními technikami s použitím fotografických papírů, na které kreslil abstraktní obrazce vývojkou, ustalovačem, ale i vlastním spermatem a krví. Jeho první fotogramy vznikly roku 1950. Z roku 1958 pocházejí kresby světlem kombinované s fotogramem i kresby tekutinami.
Boudníkovy koláže kombinují jeho aktivní grafiku s vystřiženou ženskou postavou (1956) nebo drásanou lavírovanou kresbu s vystřiženými abstraktními motivy (1957).

### Grafické dílo

#### Tašismus
Od roku 1951 tvořil miniaturní barevné dekalky a otisky skvrn, které řadil do alb na poštovní známky. Nosil je při sobě do hospody a pokud se někomu líbily, štědře je rozdával. Stejně tak nalepoval nebo vkládal do dopisů své maloformátové grafiky. Ovlivnil řadu svých spolupracovníků, kteří vyzkoušeli něco podobného a někteří z nich, jako Zd. Picek, dospěli kolem roku 1954 k pozoruhodným výsledkům.
Pro některé miniaturní kresby použil Boudník vlastní krev a lze je považovat za manifestaci exponované tělesnosti, ke které dospěla později i některá průkopnická díla body artu.

#### Lettrismus
Roku 1951 vytvořil Boudník sérii nazvanou Explozionalistická abeceda, v níž jsou písmové znaky kombinovány s figurálními motivy. Také některé Boudníkovy dopisy, zejména ty, které adresoval Hrabalovi a psal je vlastní krví, mají povahu lettristického díla. V polovině 60. let vytvořil celý cyklus Dopisy technikou suché jehly.

#### Monotypy
Boudník se začal systematicky věnovat grafice až ve svých 29 letech, když si jako soustružník v průběhu roku 1953 vyrobil v továrně vlastní satinýrku. Jako první tiskl monotypy a suché jehly na duralovém plechu, ale na své satinýrce byl schopen reprodukovat jen malé formáty. Po seznámení s díly podobně orientovaných umělců pak roku 1957 několik velkoformátových monotypů vytiskl v práci na rovnačce plechů. Jeho monotypy, které ve své době předešly téměř o dekádu vlnu lyrické abstrakce, byly v Praze vystaveny až roku 1965. V roce 1960 ilustroval tři povídky v časopisu Světová literatura monotypy z dřevěné desky, na nichž dokreslil postavy z textu. Pro Boudníkovu plachost už k další podobné spolupráci nedošlo.
Boudník se znovu ve větší míře věnoval technice monotypu roku 1963. Tiskl z kovové desky naválené většinou modrou podkladovou barvou, do které přidával různé barevné akcenty a kompozici vytvářel štětcem nebo tvrdým papírem. Některé monotypy vystavil roku 1964 v Liberci, většinu ale rozdal svým známým a kamarádům z továrny.

#### Aktivní grafika
Boudníkovo grafické dílo vznikalo během jeho zaměstnání v podniku Aero Vysočany, kde nacházel materiál i inspiraci pro svou tvorbu. Jako soustružník si zde vyrobil několik satinýrek, které v 50. letech nebylo možné nikde koupit. V grafice zpočátku užíval klasickou techniku suché jehly, ale jako matrici užíval kousky měděných, duralových či pozinkovaných plechů z odpadu, které předtím prošly dílenským procesem, který zanechal stopy na jejich ploše. Roku 1953 si všiml, že otisk těchto náhodných struktur je často zajímavější než kresba rýsovací jehlou a začal matrice zpracovávat tak, že do nich otiskoval odstřižky plechu, pilníky a kotouče pil, matky, šrouby, raznice či kusy litiny, odpadlé při zpracování kovu, které vlisoval a vtloukal do plechových plátů nebo vytvářel stopy bruskou a frézou. Grafické listy z takto vzniklých matric často dotvářel ještě poté, co vyšly z tiskařského lisu.
Původně ztvárňoval nějaké konkrétní představy (Přízrak explosionalismu, 1955), ale po roce 1956 již tvořil čistě abstraktní díla, která zprvu označoval jako „spontánní grafický projev“ a později pojmenoval „aktivní grafika“ (nebo aktivní technika). Boudník se těmito díly dopracoval k čistému a výraznému abstraktnímu projevu, který nenásilně spojoval jeho výtvarný cit s estetikou továrního prostředí, oproštěnou od politické atmosféry 50. let. Sám tento vynález chápal jako absolutní předěl ve své tvorbě a jako první důslednou realizaci své explozionalistické teorie.
Boudník své matrice tiskl opakovaně i v následujících letech a někdy kombinoval v barvě tisk z plochy a z hloubky. V jeho pojetí přestala být grafika mechanicky rozmnožovaným tiskem a od let 1956–1957 je každý grafický list
natolik unikátní interpretací výchozí desky, že je třeba jej chápat jako monotyp.
V první části roku 1960 vznikla série nekonvenčních formátů, pro které Boudník použil jako matrice odstřižky plechu s nepravidelnými okraji, zářezy a perforacemi. Začal při tisku více užívat barvy a některé desky vytiskl vícebarevně nebo s mírným posunem aby vytvořil plastickou iluzi.

#### Strukturální grafika
Při pokusech s kombinací suché jehly a aktivní grafiky objevil počátkem roku 1959 možnost zvýšení kontrastu tím, že na ploše matrice fixoval nitrolakem jemnou strukturu vytvořenou z brusného prachu nebo písku, odstřižky provázků či kousky textilu. Jeho objev strukturální grafiky se časově shoduje s počátky Českého informelu. Některé plechy propaloval autogenem nebo na ně elektrickým obloukem navařoval plastické „housenky“ kovu. Boudník v té době začal tisknout barevně a při hledání optimálního výsledku zhotovil z každé matrice pouze několik tisků, z nichž každý má charakter monotypu. Liší se navzájem barevností, orientací na výšku nebo na šířku i zvýrazněním některých struktur a potlačením jiných, takže není na první pohled zřejmé, že byly tištěny ze stejné matrice. Grafické listy sestavoval do kolekcí zhotovených ze sedmi až dvanácti matric. Používal běžné olejové barvy, které nanášel válečkem a vytíral hadrem nebo novinami.
Po odchodu z továrny používal při tvorbě matric pro strukturální grafiku dripping (Začarovaný les, 1966) nebo útržky textilu. V některých dílech se vrátil k figuraci (Hlava, 1967, Žena – sedící akt, 1967)
Podobně nezvyklou a originální technikou jsou i Boudníkovy magnetické grafiky. Na pláty železného plechu, podložené silným magnetem, který se v dílně užíval pro upnutí a broušení obrobků naplocho, uspořádal do vějířů magnetických siločár kovové piliny smíchané s nitrolakem. Po zaschnutí laku vtíral do matrice barvu a tiskl grafické listy. Pokoušel se též o lept rzí a některé matrice zahrabal do země nebo je vystavil povětrnosti (tzv. exhumovaná grafika), ale technika byla příliš zdlouhavá a nepřinesla očekávaný výsledek.

#### Symetrické grafiky
Po odchodu z továrny ztratil Boudník možnost vyrábět kovové matrice a proto jako náhradní materiál využíval tuhou lepenku (presšpán), kterou nalakoval a pak do ní ryl kresbu jako v technice suché jehly. Deska byla pružná a výhodu lámavosti laku pak využil ve svých symetrických grafikách. Na jedné polovině přeložené desky vytvořil z laku struktury, které symetricky obtiskl na protější stranu a ještě před ztuhnutím laku případně opravil. Vznikl tak velký cyklus „Variací na Rorschachovy testy“. Boudníka zajímala Rorschachova ve své době respektovaná a módní teorie i proto, že dodávala jeho teoriím explosionalismu solidní pozitivistickou bázi.

### Literární dílo
Boudník si psal podrobný deník a měl rozsáhlou korespondenci. Psaní bylo součástí jeho psychoterapie, ale teprve kontakt s Bohumilem Hrabalem ho přiměl přistupovat k textům odpovědněji. Literárně stylizované texty psal v době kolem roku 1952, kdy u něj bydlel. Roku 1952 objevil knihu O smyslových iluzích od psychiatra Svetozara Nevoleho, která vyšla roku 1949, kdy vydal první manifesty Explozionalismu. Usoudil, že při nezájmu historiků umění o jeho dílo bude psychiatrie vhodnou platformou pro dialog a napsal a rozeslal text Koncept pro psychiatra. Téhož roku založil vlastní samizdatovou edici Explosionalismus. V ní vydal asi dvacet strojopisných autorských povídek-reportáží, kritik a prohlášení, část svého deníku (Jedna sedmina) a po úmrtí Hanese Reegena (2. července 1952) jejich vzájemnou korespondenci. Některé jeho texty vyšly posmrtně. V dopisech Bohumilu Hrabalovi se Boudník někdy stylizuje do jeho pábitelského vnímání reality a existenciální význam dopisu z roku 1961 stvrzuje tím, že ho napsal vlastní krví. V roce 1956 Boudník dokončil litograficky ilustrované Básně pro svou platonickou lásku Irenu a soubor kreseb ilustrujících jeho milostnou korespondenci s Irenou vyšel ve svazku Corpus delicti. Memoár Z literární pozůstalosti zachycuje Boudníkův umělecký vývoj od 50. let a počátky vzniku českého undergroundu.
Dopisy Mikuláši Medkovi byly poprvé publikovány v časopise Umění roku 1997, ve dvojčísle 3–4 a v čísle 5. Tehdy je k vydání připravili Antonín Hartmann a Bohumír Mráz. První knižní vydání je doplněné o 25 barevných reprodukcí Boudníkových prací a o faksimile dopisů, které jsou ve vlastnictví Galerie Ztichlá klika. Třetím svazkem edice Vladimír Boudník a přátelé je kniha Dopisy Vladimíra Boudníka přátelům 1949–1953. Část publikovaných dopisů vyšla r. 1994 v Pražské imaginaci. Vydavatelství Ztichlá klika doplnilo knihu poprvé knižně vydanými texty převzatými z Boudníkových autorských sborníků a dalšími nově objevenými a dosud nezveřejněnými dopisy. Svazek obsahuje 323 stran a 148 černobílých i barevných reprodukcí menších a příležitostných prací V. Boudníka i jeho přátel. Jako 2. svazek edice Vladimír Boudník a přátelé vyšla kniha Dopisy Hanese Reegena Vladimíru Boudníkovi a Reegenova literární pozůstalost, která obsahuje i několik dochovaných dopisů Boudníka Reegenovi. Boudníkovy rukopisy uložené v Památníku národního písemnictví nejsou zpracovány. Jen zachované Boudníkovy deníky představují kolem 2 000 rukopisných stran.
Boudníkovy texty byly zařazeny také do několika katalogů: 1. bienále výzkumu grafiky (1968), Vladimír Boudník: Grafika 2. 1960 - 1968 (1973), Dej to dál, Sešity 4. Proudu, č. 3 (1989) Umění akce (1991), Vladimír Boudník a přátelé (1996), Wrota do nieskończoności (Vladimír Boudník z kolekcji praskich, 1996), Gateway to the Infinite (The graphic Art of Vladimír Boudník, 1997), Vladimír Boudník: Grafika (2001), Vladimír Boudník: Mezi avantgardou a undergroundem (2004) a jsou součástí souborných publikací Europa, Europa: Das Jahrhundert der Avantgarde in Mittel- und Osteuropa (1994),Poselství jiného výrazu: Pojetí informelu v českém umění 50. a první poloviny 60. let (Manifest explosionalismu č.2 z 15. dubna 1949) 1997 a České umění 1938-1989: Programy, kritické texty, dokumenty (2001). Boudníkovy texty publikovala Revolver Revue: Milý doktore, Revolver Revue 26, 1994/06, s. 190–190, Rozvod à la Boudník (Koláž z archivních spisů, pojednávající o jedné velké křivdě), Revolver Revue 29, 1995/09, s. 178-190,

#### Publikované texty Vladimíra Boudníka, chronologicky
- Explozionalismus. Výtvarná práce. 1965, roč. 13, č. 24–25, s. 8.
- Vladimír Boudník: manifesty explosionalismu. Tvář: literatura, kritika, společnost. 1965, roč. 2, č. 9, s. 40–41. ISSN 2336-7873.
- Ulice. Výtvarná práce. 1966, roč. 14, č. 13, s. 8–9.
- Vladimír Boudník, Alexej Kusák. Hovory 22. Výtvarná práce. 1967, roč. 15, č. 26, s. 6–7.
- Omluva, Vzpomínám si na jeden ze svých snů…, Dialog, Samota. Tvář: kulturní měsíčník. 1969, roč. 4, č. 2, s. 24–29. ISSN 2336-7873.
- Manifest explosionalismu 1956. Haňta press: zpravodaj Společnosti Bohumila Hrabala. 1989, roč. 1, č. 3–4, s. 27–30.
- Corpus delicti. Praha: Pražská imaginace, 1990. ISBN 80-7110-012-9.
- Loď: 5 II 1952. Praha: Inverze, [1990]. [26] s. [Edice] Explosionalismus. ISBN 80-900160-4-9. [Na obálku použit brusný papír.] https://lege.cz/kytlice/lod.htm on line
- Propagace v praxi: pomůcka pro pokročilé poradce. 1. vyd. Praha: Pražská imaginace, 1990. 14 s. ISBN 80-7110-014-5.
- Z literární pozůstalosti. Ed. Vladislav MERHAUT. 1. vyd. Praha: Pražská imaginace, 1993. 102 s. ISBN 80-7110-118-4.
- Z korespondence. I., (1949–1956). 1. vyd. Praha: Pražská imaginace, 1994. 122 s. ISBN 80-7110-140-0. [K vydání připravili Vladislav Merhaut, Marcela Turečková, Václav Kadlec.]
- Z korespondence. II., (1957–1968). 1. vyd. Praha: Pražská imaginace, 1994. 108 s. ISBN 80-7110-141-9. [K vydání připravili Vladislav Merhaut, Marcela Turečková, Václav Kadlec.]
- Šli jsme do míst bez metafor. Revolver Revue. 1995, roč. 09, č. 29, s. 169–178. ISSN 1210-2881.
- Dopisy Vladimíra Boudníka Mikuláši Medkovi. Praha: Galerie Ztichlá klika, 2012. 81 s. ISBN 978-80-904641-3-1.
- Dopisy Vladimíra Boudníka přátelům 1949–1953. Praha: Jan Placák – Ztichlá klika, 2015. 323 s. ISBN 978-80-88047-02-5. Vladimír Boudník a přátelé. Svazek 3, Dopisy.

## Odkaz v kultuře

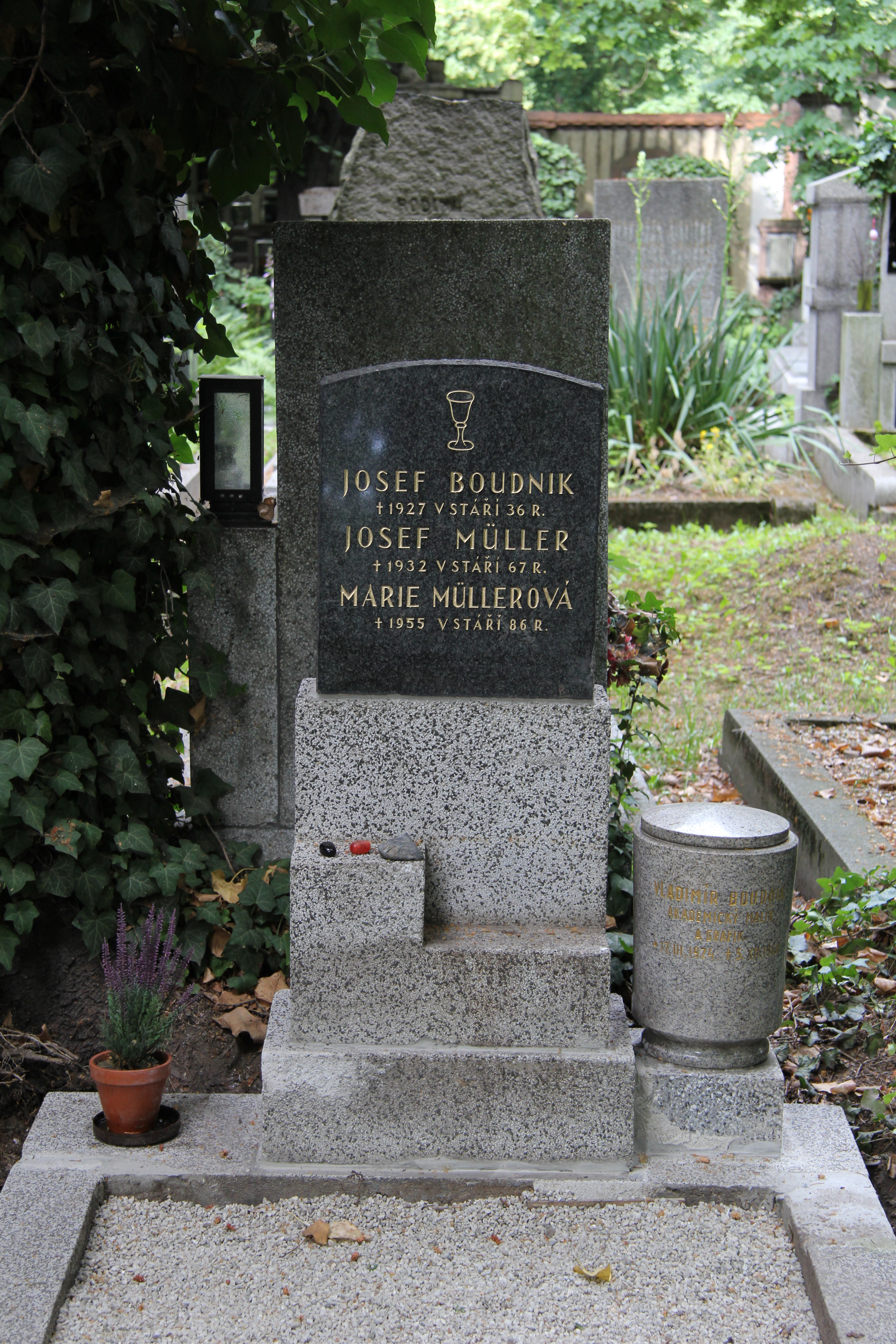
Hrob s urnou Vladimíra Boudníka na Olšanských hřbitovech

Boudník byl se svou abstraktní tvorbou současníkem Jacksona Pollocka, jehož „action painting“ se datuje rokem 1949, nebo Georgese Mathieu a jeho veřejných demonstrací gestické malby, dokumentovaných od roku 1956. Vladimír Boudník s předstihem ohlásil nástup informelu už v 50. letech, ale smysl jeho tvorby byl pochopen mnohem později. V 60. letech, kdy začal pravidelně vystavovat, již abstrakce pozvolna ustupovala a jeho tvorbu teoretici posuzovali jako zakladatelskou, ale v kontextu doby už neaktuální. V českém prostředí mu patří jednoznačné prvenství jako zakladateli abstraktního umění, od něhož se poučila celá generace českého informelu a jehož grafické techniky si osvojila řada výtvarníků činných v 60. letech.
Vladimír Boudník se objevil ve filmu Jaroslava Perglera Akce v ulicích Prahy z roku 1956, který byl natočen na 8mm kameru.
Ve filmu Perličky na dně, natočeném podle Hrabalových povídek v roce 1966, si dvoumetrový habán Vladimírek v povídce „Automat Svět“, zfilmované Věrou Chytilovou, zahrál dokonce sám sebe. Ve filmu Něžný barbar, natočeném podle této povídky režisérem Petrem Kolihou v roce 1989, ztvárnil Vladimíra Boudníka Bolek Polívka.
První velkou retrospektivu po sametové revoluci uspořádala Boudníkovi Galerie hlavního města Prahy v roce 1992.  Od roku 1995 je na počest tohoto umělce každoročně udělována významným grafikům za celoživotní dílo Cena Vladimíra Boudníka.